# Lamberto da Cingoli
Lamberto da Cingoli fue un inquisidor italiano del siglo XIV. 
Es conocido por haber suspendido a Cecco d'Ascoli de su cargo de profesor de medicina en la Universidad de Bolonia en 1324. La sentencia contra d'Ascoli se dictó el 16 de octubre de 1324. Lamberto da Cingoli era un fraile dominico.